# شاه‌بوف نپالی
شاه‌بوف شکم‌خالدار، شاه‌بوف جنگلی یا آله‌بوف نپالی (نام علمی: Bubo nipalensis) نام یک گونه از سرده بوف‌ها است.